# 마지막 늑대
《마지막 늑대》(The Last Wolf)는 2004년 4월 1일에 개봉한 대한민국의 영화이다.

## 캐스팅
- 양동근 - 최철권
- 황정민 - 고정식
- 조희봉 - 광수
- 김현정  - 두미
- 장항선 - 이소장
- 오광록 - 독수리
- 오달수 - 금이빨
- 유승목 - 냉혈
- 이봉규 - 주지 스님
- 정해균 - 싸가지 행자
- 김경란 - 두미 할머니
- 최효상 - 면장
- 오태영 - 허노인
- 민복기 - 김만복
- 박수영 - 승무원
- 장우제 - 정선경찰과장
- 김경수 - 정선경찰계장
- 최승호 - 막걸리차운전자
- 황석정 - 육상코치
- 이혜영 - 육상소녀 1
- 최가연 - 육상소녀 2
- 민다미 - 육상소녀 3
- 정다움 - 육상소녀 4
- 한승희 - 밴가족 엄마
- 이명자 - 마을 할머니 1
- 최청자 - 마을 할머니 2
- 오성달 - 마을할아버지 1
- 오운백 - 마을할아버지 2
- 서병철 - 마을할아버지 3
- 김준성 - 마을할아버지 4
- 정인겸 - 영등포형사
- 함건수 - 정보원
- 고창석 - 실눈
- 김준하 - 코흘리개 꼬마
- 이두경 - 비젼씬 형사
- 하덕성 - 고고학 교수
- 이화룡 - 동물학자
- 마키노 유키에 - 일본여자 1
- 사카모토 아케미 - 일본여자 2
- 김리사 - 일본여자 3
- 이동득 - 형사 과장
- 김기현 - 근엄한 목소리 (목소리 출연)
- 배칠수 - 라디오 DJ
- 김꽃지 - 싸가지 여고생
- 김에스더 - 뉴스 앵커
- 신동호 - 뉴스 앵커

## 제작진
- 기획 - 노은희
- 감독 - 구자홍
- 각본 - 구자홍
- 프로듀서 - 원동연
- 촬영 - 이모개
- 조명 - 오승철
- 편집 - 김용수
- 음악 - 김홍집
- 미술 - 장춘섭
- 소품 - 장석호
- 의상 - 김은하
- 분장 - 박선지
- 특수분장 - 박선지
- 동시녹음 - 윤해진
- 특수효과 - (주)씨네FX(정상성, 전건익, 민차순)
- 무술감독 - 주영민
- 제작사 - (주)제네시스픽쳐스
- 배급사 - 쇼박스, 풍년상회